# 宮古空港

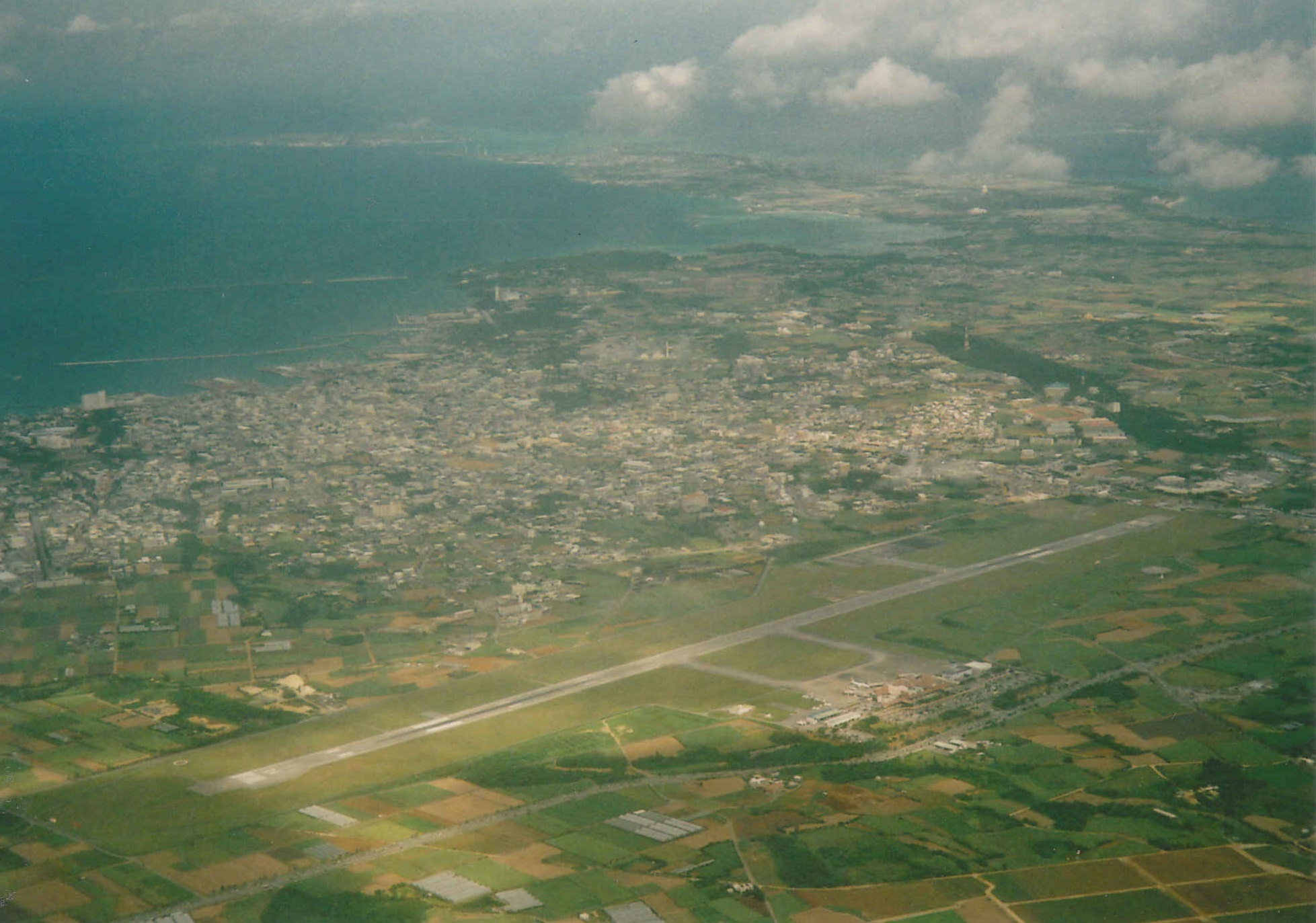
上空から見る

宮古空港（みやこくうこう、英: Miyako Airport）は、沖縄県宮古島市（宮古島）にある地方管理空港である。

## 概要
年間乗降客数は合計1,757,952人（2019年度）。国内では23番目、沖縄県内では那覇空港、石垣空港に次いで3番目に乗降客数が多い空港である。

## 統計

### 利用者数
元のウィキデータクエリを参照してください.

## 沿革

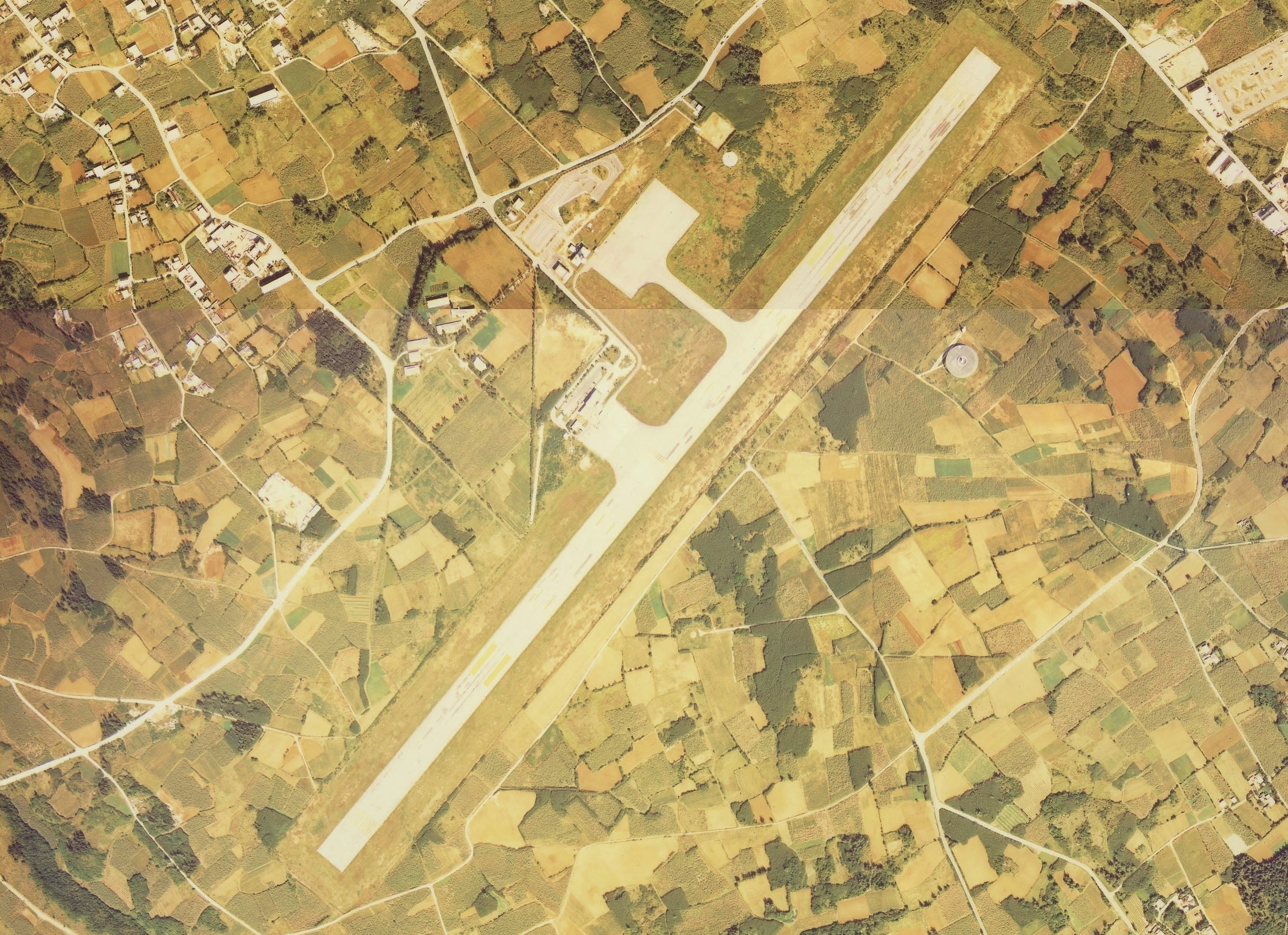
1977年撮影の宮古空港付近の空中写真。当時の滑走路延長は1,500 m。ターミナルビルは市街地側に位置していた。
。1977年撮影の4枚を合成作成。

### 海軍宮古飛行場 (平良飛行場)
- 1943年（昭和18年）6月 - 旧日本軍により海軍宮古飛行場 (平良飛行場) として建設される[2]。
- 1944年（昭和19年）10月10日 - 「10・10空襲」で飛行機9機が撃破され、飛行場も大きな被害を受ける[4]。沖縄戦では連日のように英国海軍太平洋艦隊による艦載機から爆撃を受ける[5]。

### 米国統治下
- 沖縄戦の後、米空軍の CAT (Crisis Action Team) が空港を管理し「ミヤコジマ・インターナショナル・エアポート」と呼ばれる[4]。
- 1955年（昭和30年）7月 - 宮古 - 那覇 - 石垣間に民間航空のチャーター便が初就航[4]。
- 1956年（昭和31年）6月 - 那覇-宮古-石垣間に民間航空の定期路線が就航[2][4]。
- 1968年（昭和43年） - 初代ターミナルビルが完成[4]。

### 本土復帰後
- 1973年（昭和48年）
  - 1月 - 国から空港設置許可を得る[2]。
  - 2月 - 第三種空港に指定される[2]。
  - 宮古空港にあった米軍の通信基地「宮古島ヴォルタック施設」が返還される。
- 1975年（昭和50年）3月 - 滑走路を1,500メートルに延伸する[2]。
- 1977年（昭和52年）11月 - 旅客ターミナルビルの建設・運営にあたる「宮古空港ターミナル」が設立される[4]。
- 1978年（昭和53年）12月 - 暫定ジェット化供用を開始する。花笠を模した旧ターミナルビルが完成[2]。
- 1983年（昭和58年）7月 - 滑走路を2,000メートルに延伸[2]。
- 1984年（昭和59年）1月 - 計器着陸装置 (ILS) の供用を開始[2]。
- 1989年（平成元年）7月 - 東京直行便が就航[4]。
- 1992年（平成4年）
  - 5月 - 滑走路舗装が強化され、中型ジェット機の安定運航が可能となる[2]。
  - 大阪直行便が就航[4]。
- 1997年（平成9年）
  - 7月17日 - 新ターミナルビルの供用を開始[6]。
  - 8月 - 福岡直行便が就航[2]。
- 1999年（平成11年） - 旧ターミナルビルの解体が始まる[7]。
- 2008年（平成20年）6月 - 地方管理空港に指定[2]。
- 2017年（平成29年）6月10日 - 2階搭乗待合室を拡張し運用開始（276席→410席）[8]。
- 2019年（令和元年）12月17日 - 2基のボーディング・ブリッジが更新され、供用を開始。2018年12月に更新されていた1基と合わせ、3基全てのボーディング・ブリッジの更新が完了[9]。
- 2020年（令和2年）7月20日 - 2階搭乗待合室を再拡張し運用開始（410席→570席）[10]
- 2022年（令和4年）4月10日 - 在日米軍普天間飛行場所属の大型輸送ヘリコプターCH-534機が宮古空港に緊急着陸。燃料を補給し約2時間後に離陸した[11][12]。
- 2023年 3月16日　航空気象の自動化実施(実施時間:2100-0759(Z))

## 就航路線

### 国内線
2025年4月現在、日本航空（JAL）、日本トランスオーシャン航空 （JTA） 、琉球エアーコミューター（RAC）、全日本空輸（ANA）の4社が路線を運航している。
| 航空会社                         | 目的地                                                               |
| -------------------------------- | -------------------------------------------------------------------- |
| 日本航空 (JAL)                   | 東京/羽田                                                            |
| 日本トランスオーシャン航空 (JTA) | 大阪/関西 沖縄/那覇                                                  |
| 琉球エアーコミューター (RAC)     | 沖縄/那覇 多良間 石垣                                                |
| 全日本空輸 (ANA)                 | 東京/羽田 名古屋/中部 大阪/伊丹（季節運航） 大阪/関西 沖縄/那覇 石垣 |

| 行き先   | 旅客数   | 国内線順位 |
| -------- | -------- | ---------- |
| 那覇空港 | 約81万人 | 上位29位   |

過去に就航していた定期運航路線
- 福岡

### 就航都市
- 関東
  - 東京/羽田※
- 中部
  - 名古屋/中部
- 近畿
  - 大阪/伊丹（季節運航）
  - 大阪/関西
- 県内
  - 沖縄/那覇※、多良間、石垣

※は下地島空港便もあり

### 運航機材
中型ジェット機が離着陸可能な施設を整えている。
日本トランスオーシャン航空は、2016年から羽田空港線、那覇空港線にボーイング737-800型機を導入している。かつて1990年から2010年までは、日本トランスオーシャン航空が毎年7月中旬から8月末日の間、日本航空インターナショナルのボーイング767-300型機と乗務員を借り受け（ウェットリース）、羽田空港線と那覇空港線の一部に就航させていた。
日本トランスオーシャン航空の羽田空港線は、2021年3月28日より日本航空との共同引受による運航形態に変更となり、通常時は日本トランスオーシャン航空の機材・乗務員にて運航（便名は日本航空）、繁忙期には日本航空のB767-300を用いて需要動向により柔軟な運航機材が投入できるようになっている。また、2025年夏ダイヤにおいて、8月にボーイング787-8型機を投入すると発表された。B787使用便には、ファーストクラスも設定される。
全日本空輸は、2017年4月以降、ワイドボディ機のボーイング767-300型機を羽田空港線に通常運航するとともに、多客期等にはボーイング787-8型機を運航している。
同様に、日本航空は2025年より、羽田空港線において、「JALファーストクラスサービス」を開始した。
| 航空会社                         | 運航機材                                                       |
| -------------------------------- | -------------------------------------------------------------- |
| 日本航空 (JAL)                   | ボーイング767-300 ボーイング737-800（JTA機材）                 |
| 日本トランスオーシャン航空 (JTA) | ボーイング737-800                                              |
| 琉球エアーコミューター (RAC)     | ボンバルディアDHC8-Q400CC                                      |
| 全日本空輸 (ANA)                 | ボーイング787-8ボーイング767-300 エアバス321 ボーイング737-800 |

## ターミナルビル

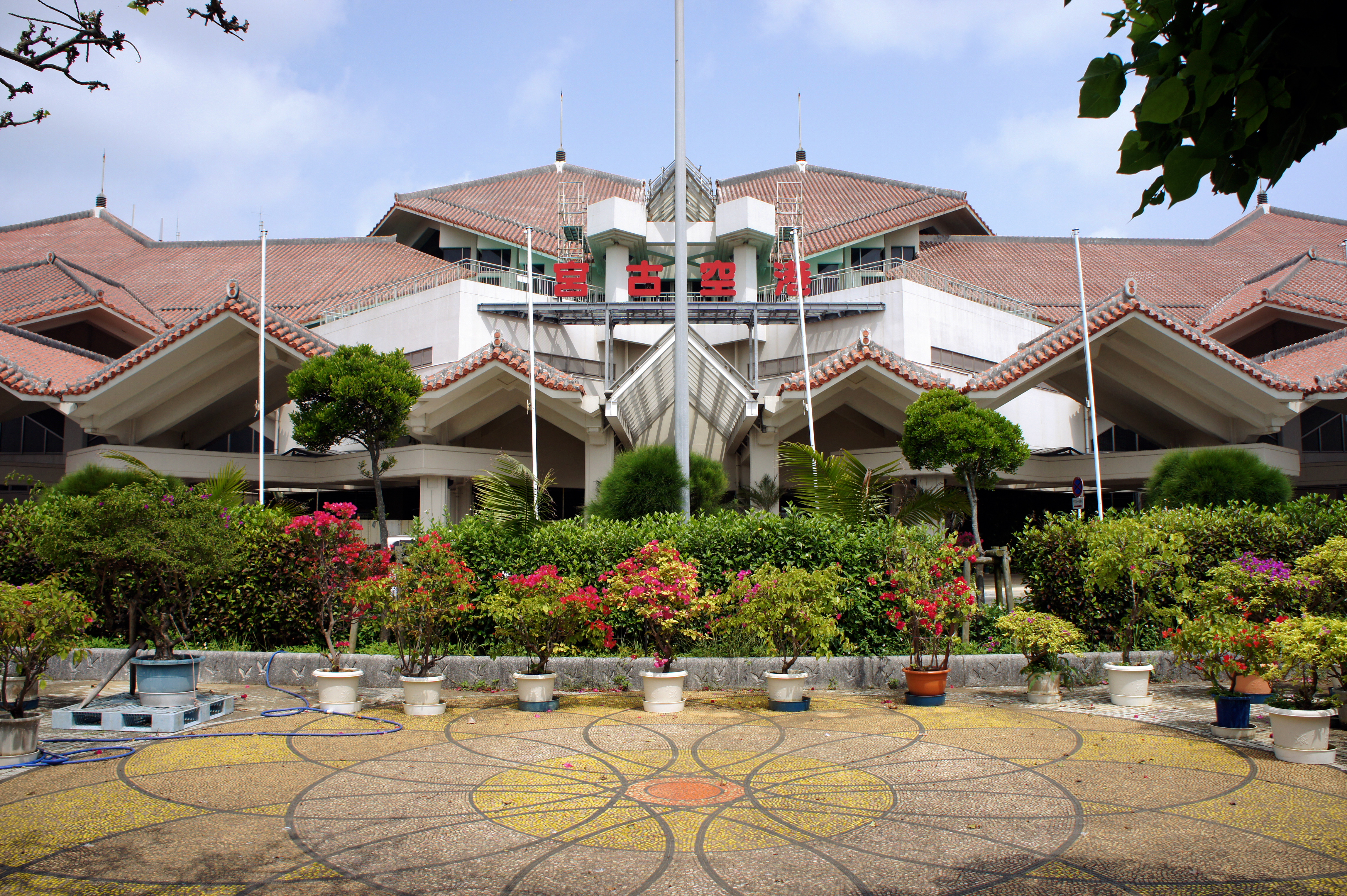
空港ターミナルビル外観

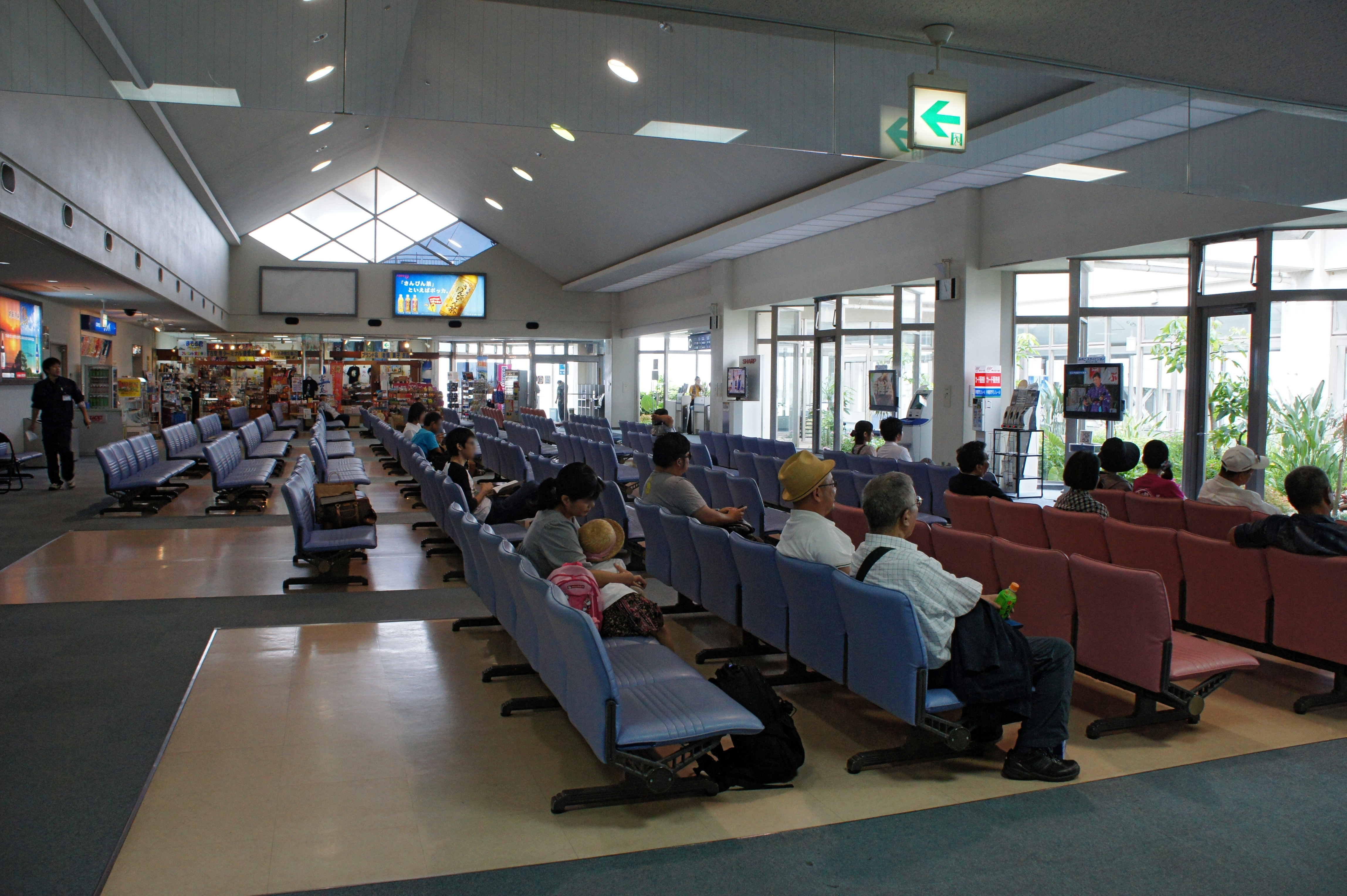
出発ロビー

現在の旅客ターミナルビルは1997年（平成9年）7月17日に供用を開始したもので、サシバをイメージした赤瓦葺きの屋根が特徴である。延面積は、旅客ターミナルビルが9,237 m2、貨物ビルが1,372 m2。沖縄県で初めてハートビル法の認定を受けた施設である。旅客ターミナルビルの設置および運営は、金融機関・自治体と運航会社などが出資した「宮古空港ターミナル株式会社」が行っている。
現在の旅客ターミナルビルは年間乗降客数100万人を想定したものであるため、年間乗降客数が170万人を大幅に上回る近年の状況下では狭隘化している。このため、2019年5月からターミナルビルの西棟1階部分を661 m2、2階部分を550 m2、東棟1階部分を190 m2、2階部分を159 m2拡張する工事が行われた。この拡張により、東棟1階では手荷物受取場のターンテーブルが約14 m延伸され2020年5月に供用開始。西棟2階搭乗待合室は増築部分が2020年7月に供用開始され、座席数が410席から570席に増加した。
1階
- チェックインカウンター
- 到着ロビー
- 観光案内所
- 中央アメニティーホール
- 中庭/多目的広場
- 警察派出所
- 救護室
- コインロッカー

2階
- チェックインカウンター
- 出発ロビー
- 手荷物検査場
- 搭乗待合室
- 商店街・売店
- レストラン・喫茶店

3階
- 送迎デッキ

### 旧ターミナルビル
旧ターミナルビルは1978年（昭和53年）12月に竣工したもので、鉄筋コンクリート構造3階建、延面積3,376.5 m2。琉球舞踊で用いられる花笠を模した外観が特徴で「花笠空港」という愛称で呼ばれた。現在のターミナルビルとは滑走路を挟んで反対側の平良市街地側に位置していたが、2000年までに取り壊され、跡地は国に返還されている。

## 交通
- 自動車 -  平良から約10分。
- バス

宮古協栄バス長北山北線（2番系統）、与那覇嘉手苅線（4番系統）、新里宮国線（5番系統）、みやこ下地島空港リゾート線（9番系統）、中央交通「みやこ下地島エアポートライナー」にて、空港ターミナル前停留所下車。
- 宮古協栄バスはもともと5番系統のみが乗り入れていたが、2020年4月1日のダイヤ改正で2・4番系統も空港に乗り入れるようになり、両系統合わせて1日11往復（従来は3.5往復）に大幅増便された。いずれの系統も平良方面は宮古島市役所を経由する。
- 宮古協栄バス9番系統や中央交通の路線は、下地島空港の発着便によって変動するが、ともに1日3 - 4本ずつ程度の運行。なお、中央交通はクローズドドアシステムのため、下地島空港への乗車、下地島空港からの下車のみ可能。

- 巡回バス「宮古島ループバス」

2020年度から宮古空港、市街地、主要観光地等を巡る周回バスの実証運行が行われている。宮古島市は、実証運行を継続し、2025年度から補助金に依存しない民間による運行を目指す方針である
- 2020年度
  - 2020年10月23日から2021年1月31日まで運行された。
  - マティダ市民劇場前を起点に宮古空港のほか平良市街地・主要観光地・リゾートホテル・ビーチ等を巡回。
  - 「内回り」「外回り」それぞれ6便ずつで、宮古協栄バス・八千代バス・中央交通の共同運行（3社とも2便ずつ）。
  - 1日乗車券のみで1日1000円。宮古島市民は登録すれば運行期間中1000円で乗り放題（それぞれ3歳 - 小学生半額）。

- 2021年度
  - 2021年7月12日から9月5日まで運行された。
  - 北小学校前と吉野海岸を結び、来間島等を経由するルートに変更。
  - 北小前発が1日6便、吉野海岸発が1日7便。宮古協栄バス・八千代バス・中央交通の共同運行。
  - 1回乗車券は500円。1日・2日・3日乗車券はそれぞれ1000円、2000円、3000円（1-3日乗車券は下地島空港線にも乗車可。また、他路線にも乗車可能な特別乗車券が2日乗車券に2枚、3日乗車券に4枚付く）。宮古島市民は登録すれば運行期間中1000円で乗り放題（それぞれ3歳 - 小学生半額）

- 2022年度
  - 2022年8月10日から2023年2月28日まで運行される。

### かつての計画・試験運行
- リムジンバス

2009年、宮古島市のホテル8社が、宮古空港と市街地にある各ホテルを結ぶ無料のリムジンバスの運行を計画。しかし、タクシー各社の反対のために中止された。
- コミュニティバス「まちなかバス」

2013年2月4日から17日に、宮古島市によってコミュニティバス「まちなかバス」の実証試験運行が行われ、宮古空港を毎時30分に出発し、市街地、平良港とを結ぶ空港線が運行された。この試験運行の結果は2015年1月の伊良部大橋開通後の将来的な交通体系を検討する上での基礎資料とするとされたが、伊良部大橋の開通時には、大規模な路線の再編が行われたにもかかわらず、空港を通る路線に変更はなかった。
- 巡回乗合タクシー 「宮古島くるりんバス」

2017年9月1日 - 11月30日の実証実験を踏まえて、2018年4月2日 - 9月28日に運行された。
- 2017年9月1日からの実証実験（3ヶ月間）
  - 宮古空港と市街地・平良港とを結ぶ乗合ジャンボタクシーの実証実験が行われた。クルーズ船の寄港増加に伴い船客のバス・タクシー利用が増えた結果、市民や一般観光客の利用が困難になっていることへの対策として行われたもので、タクシー会社5社により以下の2ルートで運行された。運賃は一律500円（学生（高校生まで）、運転免許証返納者、障害者は300円）。
  - 北ルート：宮古空港 - 狩俣砕石所前 - サンエー前 - 市役所平良庁舎 - 公設市場前 - 平良港
  - 南ルート：宮古空港 - イオンタウン南店 - 公設市場前 - 宮古総合実業高校前 - 平良港

- 2018年4月2日からの運行
  - 乗合ジャンボタクシーで運行。実証実験を踏まえて、ルートや運行時間が変更された。ルートは、宮古空港と平良港とを結ぶ環状の路線になり、時計回りの「大漁回り」と反時計回りの「豊作回り」の2路線が運行された。
  - 運行時間：10時15分から19時15分までの間、宮古空港を毎時15分・45分発。
  - 運賃：一律500円（学生（高校生まで）、運転免許証返納者、障害者は300円。未就学児は無料）。1日乗車券も発売された。
  - ルート：空港ターミナル前 - 狩俣砕石（ドン・キホーテ） - 県合同庁舎前 - サンエー前 - 市役所前 - 公設市場前 - 平良港前 - 実業高校前 - イオンタウン南店前 - 空港ターミナル前（1周約50分、停留所以外でも乗降可能）